# Gli ultimi saranno ultimi
Gli ultimi saranno ultimi è uno spettacolo teatrale andato in scena nei teatri di tutta Italia dal 2005 al 2007. Scritto da Massimiliano Bruno e diretto da Giampiero Solari e Furio Andreotti, è nato da un'idea di Massimiliano Bruno, Paola Cortellesi, Riccardo Milani e Furio Andreotti, e vede come unica protagonista la Cortellesi.

## Trama
Il racconto teatrale tratta di un problema molto diffuso in Italia: la correlazione tra il lavoro e la maternità. I vari personaggi si ritrovano in una stessa sera, nell'ufficio dell'amministratrice delegato della GreenLife Italia a causa di Colacci Luciana, una donna incinta e stanca di non poter continuare a vivere la sua umile vita e il suo lavoro a causa della maternità, la quale minaccia con una pistola i presenti per riavere il suo lavoro.

## Riconoscimenti
- 2006 - Premio E.T.I. Gli Olimpici del Teatro: Miglior interprete di monologo a Paola Cortellesi
- 2006 - Premio della Critica Teatrale a Paola Cortellesi[2]
- 2006 - Premio Anima a Paola Cortellesi e Massimiliano Bruno[3]